# 67P/Churyumov-Gerasimenko
67P/Churyumov-Gerasimenko é um cometa do Sistema Solar com um período orbital atual de 6,45 anos. Sua última passagem pelo periélio ocorreu no dia 13 de agosto de 2015. Ele é o destino da sonda espacial Rosetta, que foi lançada pela Agência Espacial Europeia em 2 de março de 2004, e que "acordou" de uma hibernação no dia 20 de janeiro de 2014 para monitorar o cometa e procurar um local adequado para o pouso.
Em 6 de agosto de 2014 a sonda encontrou-se com o 67P, passando a segui-lo em órbita no espaço. Em 12 de novembro do mesmo ano, a Philae, o pousador da Rosetta, tornou-se o primeiro objeto construído pelo ser humano a pousar na superfície de um cometa.
O Cometa 67P/C-G passou pelo periélio em 13 de agosto de 2015, a cerca de 186 milhões de quilômetros do Sol. O período é crucial já que aumentará significativamente a atividade no interior do cometa, assim revelando aos instrumentos informações sobre o ciclo de vida do cometa e dados preciosos a respeito da origem do Sistema Solar.
Em 12 de novembro de 2021 passou a cerca de 62,8 milhões de quilômetros da Terra.

## Descoberta
O cometa foi descoberto no ano de 1969, quando diversos astrônomos de Kiev foram visitar o Instituto de Astrofísica de Alma-Ata para efetuar pesquisa sobre cometas. Em 20 de setembro Klim Churyumov estava examinando fotos do cometa 32P/Comas Solà feitos por Svetlana Gerasimenko, quando encontrou um objeto do tipo cometa em um canto de uma fotografia.

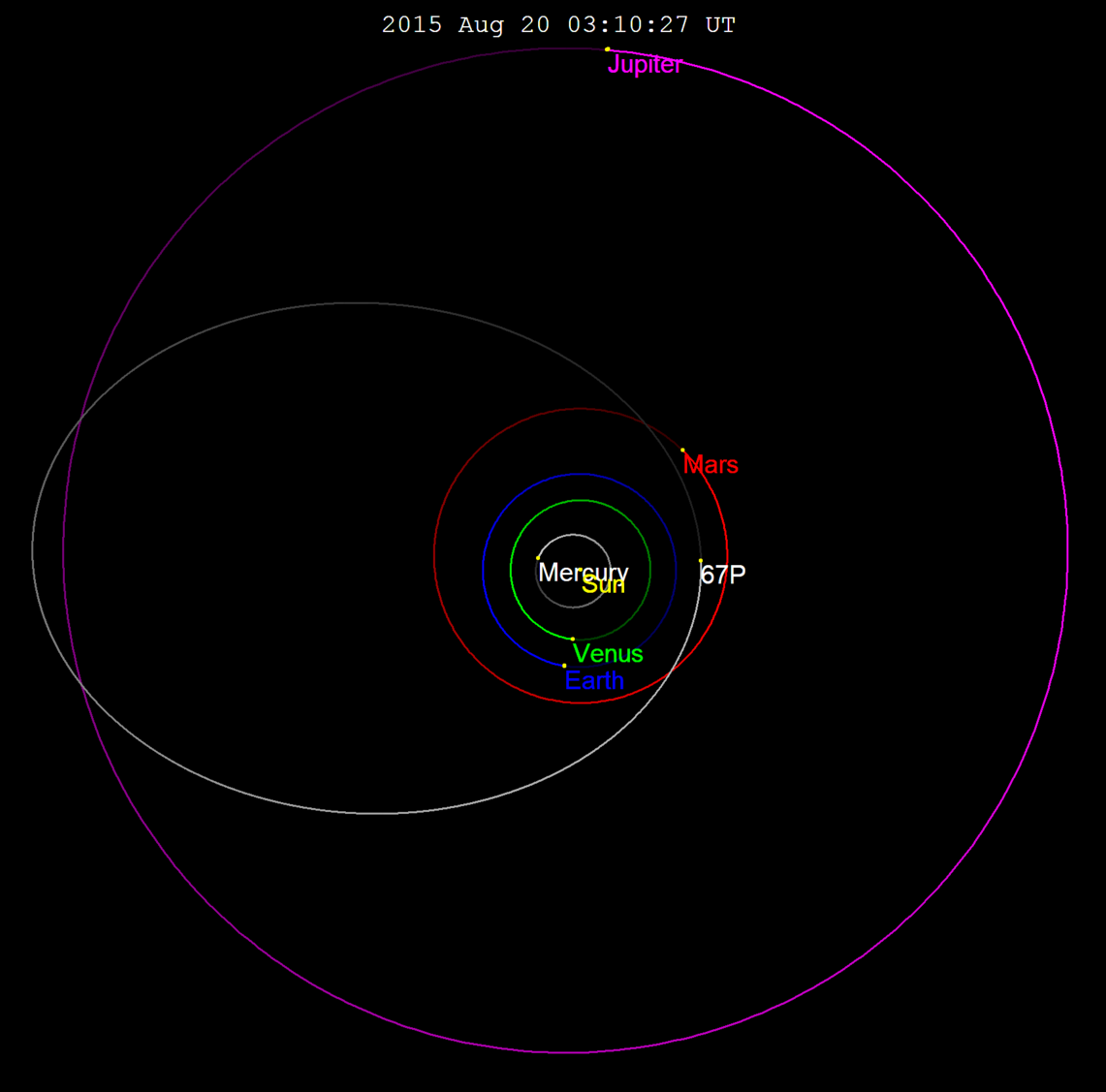
A órbita de 67P / Churyumov-Gerasimenko se move de dentro da órbita de Marte para fora da órbita de Júpiter, vista aqui no periélio em agosto de 2015

Ele imaginou que o fraco objeto detectado fosse o cometa procurado, mas ao retornar a Kiev constatou após cuidadosos estudos que um novo cometa teria sido encontrado a menos de dois graus do cometa Comas Solá.
Este cometa apresenta algumas peculiaridades. Antes de 1840 seu periélio era de 4,0 UA (quatro vezes a distancia entre a Terra e o Sol, ou seja, 600 milhões de km), então não seria possível observá-lo da Terra.
Neste ano o cometa acabou se movendo para o interior do Sistema Solar, após um encontro com o planeta Júpiter, fazendo seu periélio cair para 3,0 UA (450 milhões de km), Durante um século, o periélio foi gradualmente diminuindo até atingir a 2,77 UA. Então, em 1959, novamente ele reencontrou-se com Júpiter diminuindo seu periélio em apenas 1,29 UA. Atualmente este cometa completa a sua translação em torno do Sol em 6,57 anos.
O Churyumov-Gerasimenko foi observado da Terra em seis aproximações do Sol: 1969 (descoberta), 1976, 1982, 1989, 1996 e 2002. Ele é um objeto incomum bastante ativo por um curto período e apresenta frequentemente, cauda no seu periélio.
Durante a sua aparição em 2002/2003, sua cauda tinha o comprimento acima de 10 arco minuto de comprimento, com um núcleo brilhante que excedia o brilho da cauda. Mesmo após 7 meses de seu periélio, o cometa continuava a apresentar uma cauda bem desenvolvida, mas pouco depois ela rapidamente desapareceu.

## Propriedades

Esta animação é composto por 86 imagens adquiridas por Rosetta 's NavCam quando se aproximava 67P agosto de 2014

Após o pouso da Philae em 12 de novembro de 2014, algumas propriedades do cometa foram inicialmente descobertas, ainda dependentes de maiores estudos. A mais importante delas foi a constatação da existência de moléculas orgânicas na superfície. Equipamentos do pousador como o SESAME e o MUPUS também descobriram a existência de gelo duro e alta compactação pouco abaixo da poeira que recobre seu solo. O resultado destes estudos pode ajudar a revelar uma antiga suposição da comunidade científica: se os cometas de fato trouxeram para a Terra parte da água e dos elementos básicos para a existência da vida, como aminoácidos.
Estudos posteriores concluíram que a densidade do cometa é bem inferior à imaginada, cerca de apenas 470 kg/m³, menor do que a densidade da água – 999,97 kg/m³ – o que significa que ele flutuaria se caísse num oceano terrestre. Isso ocorre por que ele tem um interior poroso, como uma esponja. Esta diferença de densidade entre os cálculos anteriores e os estudos posteriores podem ter afetado o cálculo de sua gravidade, contribuindo para que o pouso da Philae não se desenrolasse como o planejado.
O oxigênio detectado em torno de 67P vem de dois reservatórios internos no cometa e não é indicativo de grandes quantidades da molécula no objeto. O oxigênio não era esperado em 2015, em um ambiente cometário porque o gás é reativo e a grande quantidade detectada sugere que as teorias atuais da química do sistema solar primitivo podem estar erradas.

Poeira e raios cósmicos na superfície do cometa em 2016, com estrelas se movendo ao fundo. Filmado pelo instrumento OSIRIS da Rosetta.

O Churyumov-Gerasimenko também é um cometa mais escuro do que o anteriormente previsto. A quantidade de luz refletida por sua superfície é de apenas 6% com relação à recebida, metade do refletido pela Lua, o que o faz um dos mais escuros objetos do Sistema Solar. Isto também indica que há pouco gelo exposto em sua superfície. A escuridão provavelmente é provocada por minerais como sulfeto de ferro e compostos à base de carbono que o cobrem.
Um estudo de 2015  sugere que as crateras são, na verdade, dolinas criadas de uma forma similar às da Terra quando a camada de superfície do solo sofre colapso súbito. Embora essas cavidades podem ajudar a mapear o terreno do cometa, elas também podem representar um risco para o módulo Philae.

## Vida microbial
Em 2015, os dois dos principais astrônomos, Chandra Wickramasinghe, da Universidade de Buckingham, e Max Wallis, da Universidade de Cardiff, dizem que os dados enviados pela Philae indicam que o cometa poderia ser habitado por vida alienígena microbiana. A evidências demonstram que várias características do cometa, como sua crosta negra orgânica, são melhores explicadas pela presença de organismos vivos sob a sua superfície gelada. A sonda espacial Rosetta também confirma ter pego estranhos "aglomerados" de material orgânico que se assemelham a partículas virais. Entretanto, Uwe Meierhenrich da Université de Nice Sophia Antipolis, França, o co-investigador do instrumento COSAC (instrumento concebido para analisar quimicamente o cometa) da Philae disse que "Nenhum cientista ativo em qualquer uma das equipes de ciência dos instrumentos da Rosetta assume a presença de micro-organismos que vivem abaixo da crosta da superfície do cometas". Ele afirma que a crosta negra da superfície do cometa foi uma previsão feita em 1986 por Greenberg na revista "Nature". que calculou o que aconteceria com moléculas orgânicas que ocorrem naturalmente sobre um cometa quando elas forem atingidas por raios cósmicos e luz; Apesar disso, em 2016, cientistas anunciaram que a nave espacial Rosetta fez várias detecções do aminoácido glicina, usados pelos organismos vivos para produzir proteínas, na nuvem de gás e poeira circundando o cometa. Detectando diretamente compostos orgânicos essenciais em um cometa, reforça a noção de que esses objetos celestes entregaram tais blocos de construção química para a vida há muito tempo atrás para a Terra e todo o sistema solar.

## Galeria

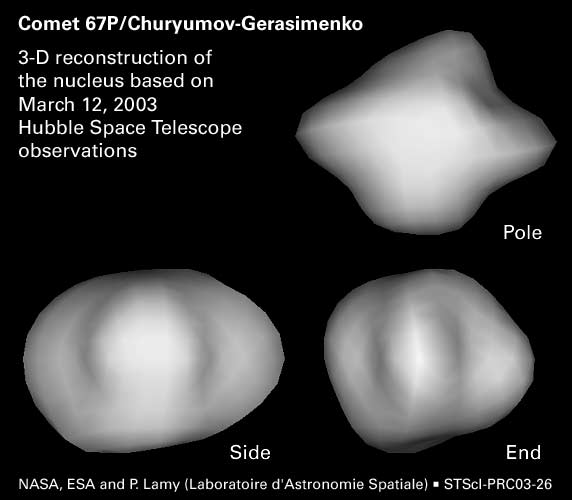
Uma reconstrução da forma do núcleo com base nas observações do Hubble em 2003
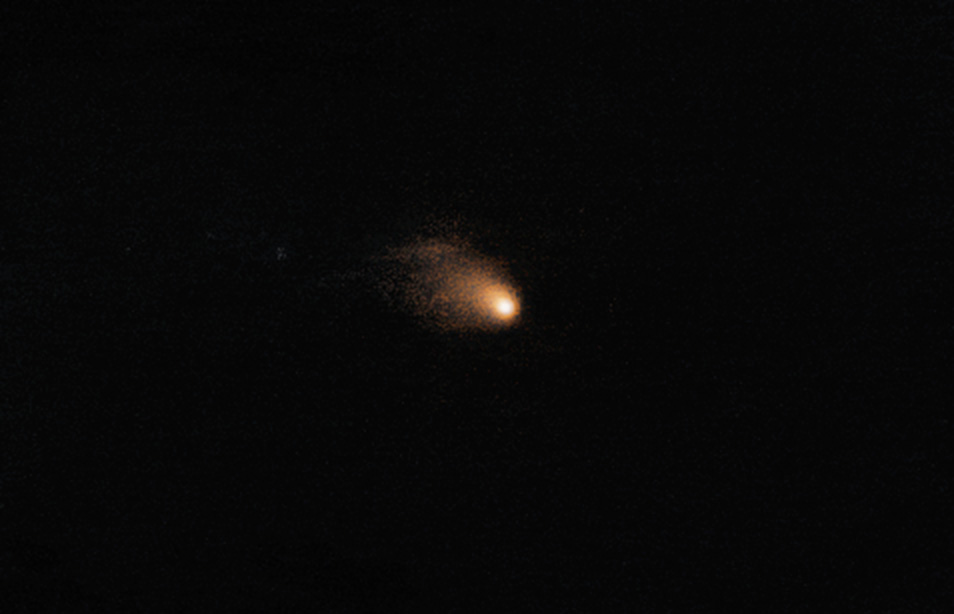
Conforme visto pelo Very Large Telescope em 11 de agosto de 2014
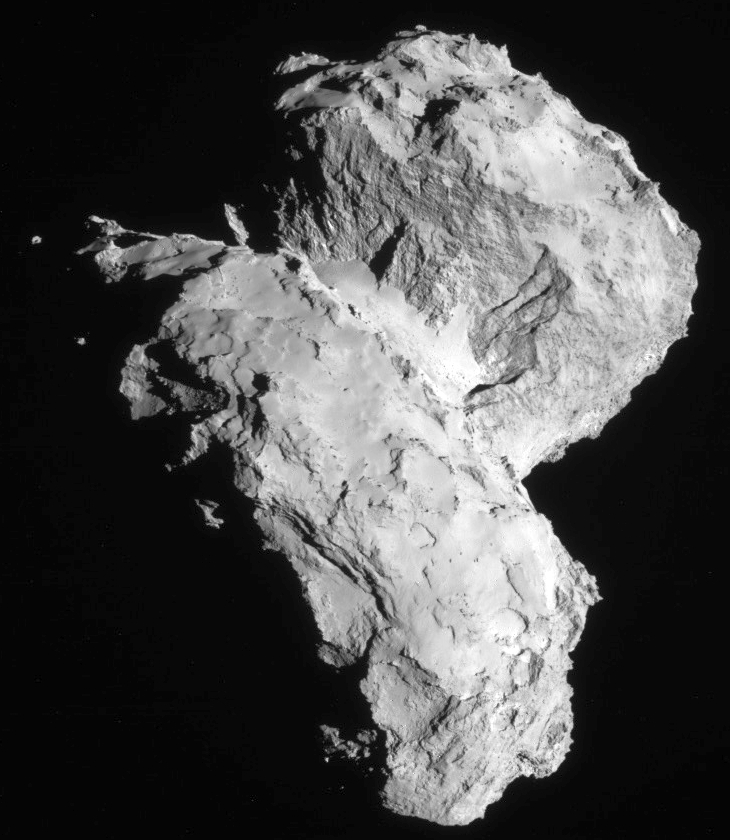
Conforme visto pela Rosetta em 22 de agosto de 2014
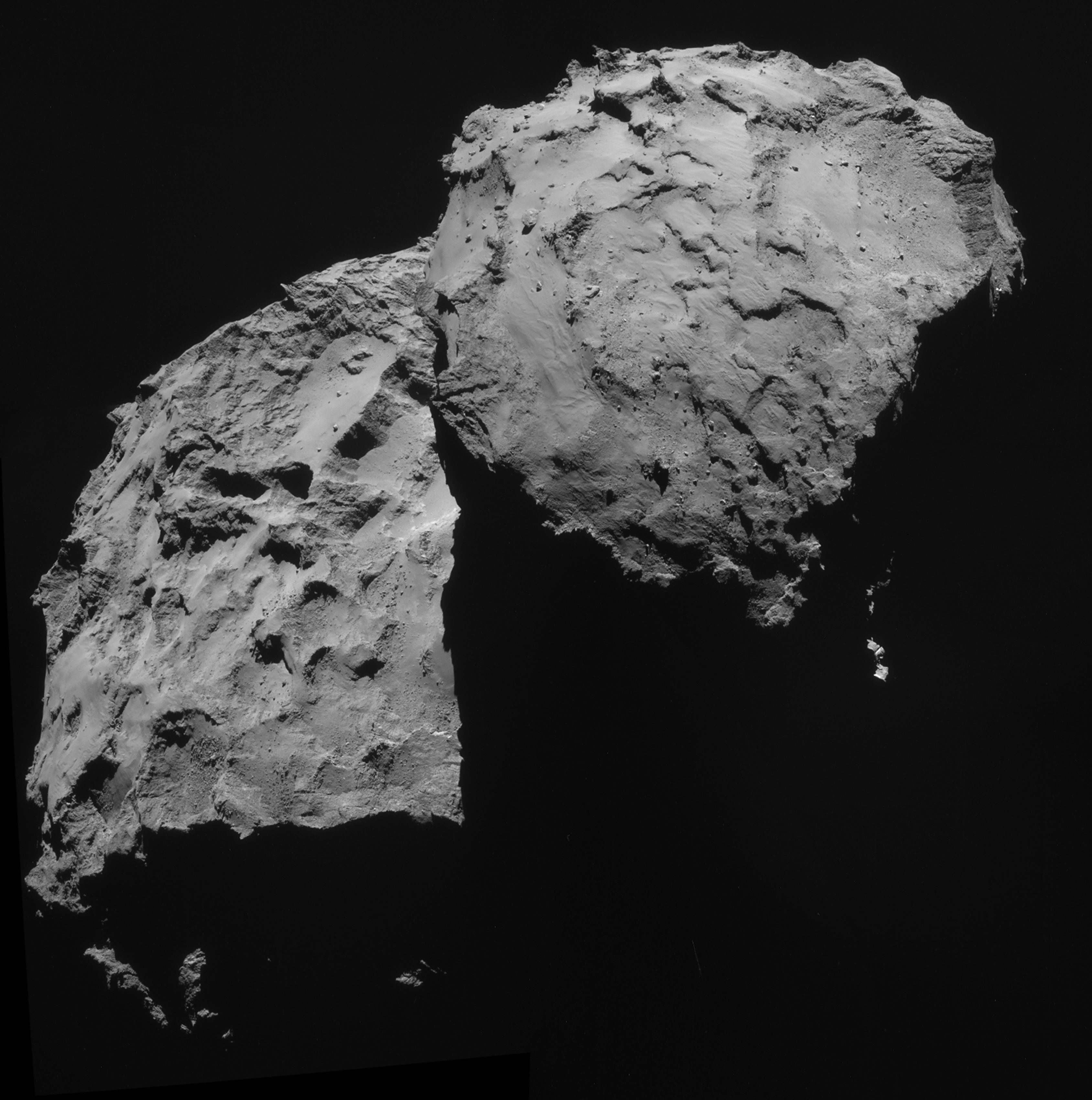
Conforme visto pela Rosetta em 14 de setembro de 2014
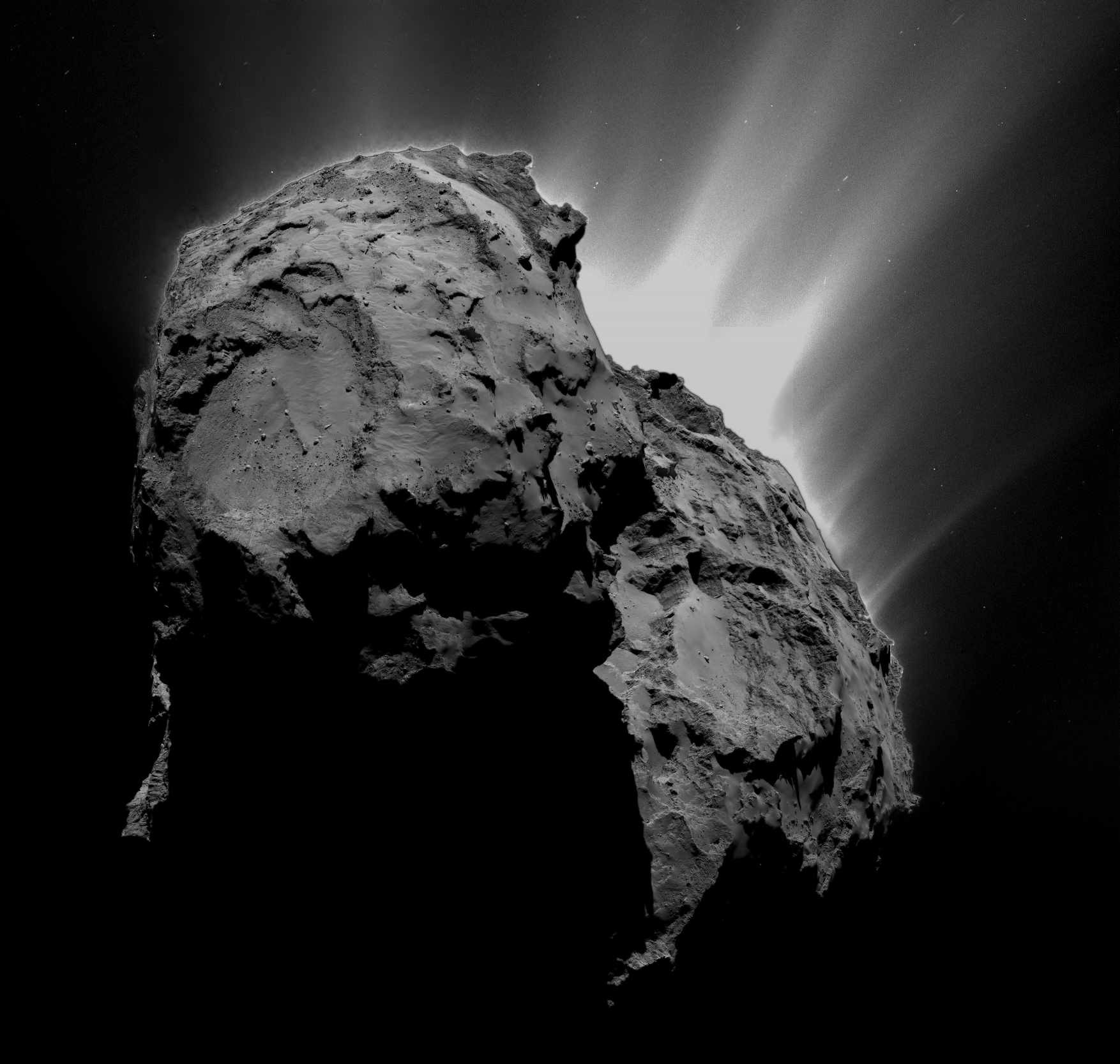
Conforme visto pela Rosetta em 28 de março de 2015
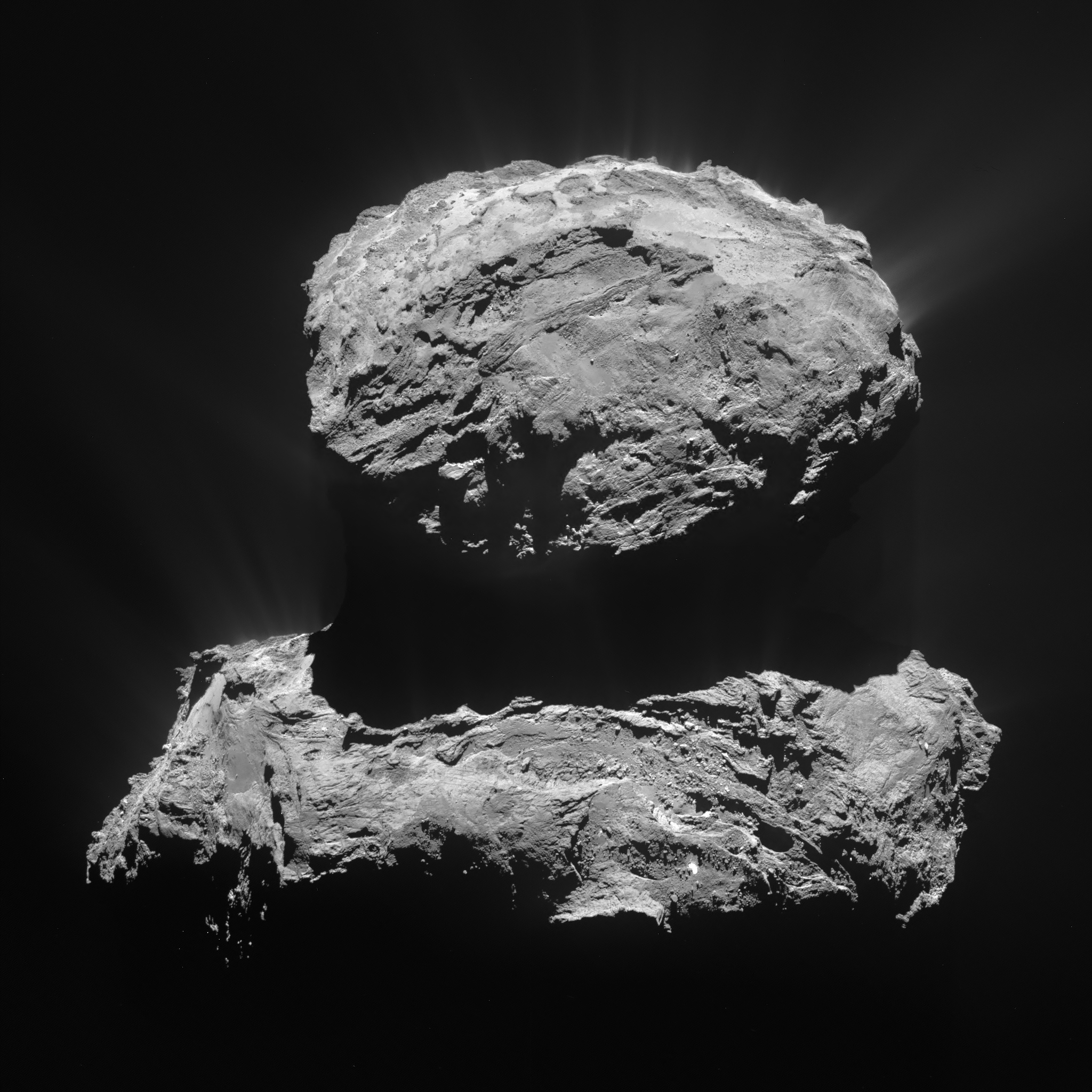
Conforme visto pela Rosetta em 2 de maio de 2015
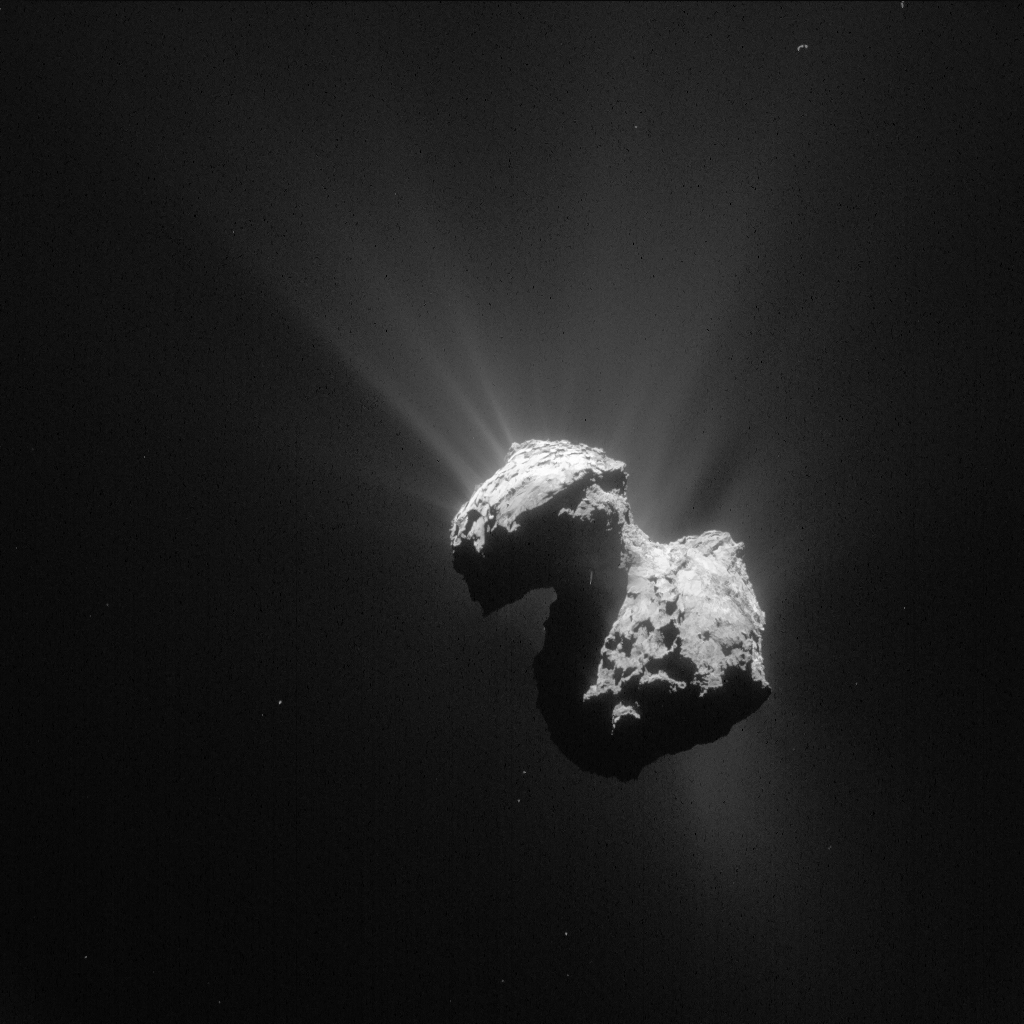
Conforme visto pela Rosetta em 7 de julho de 2015
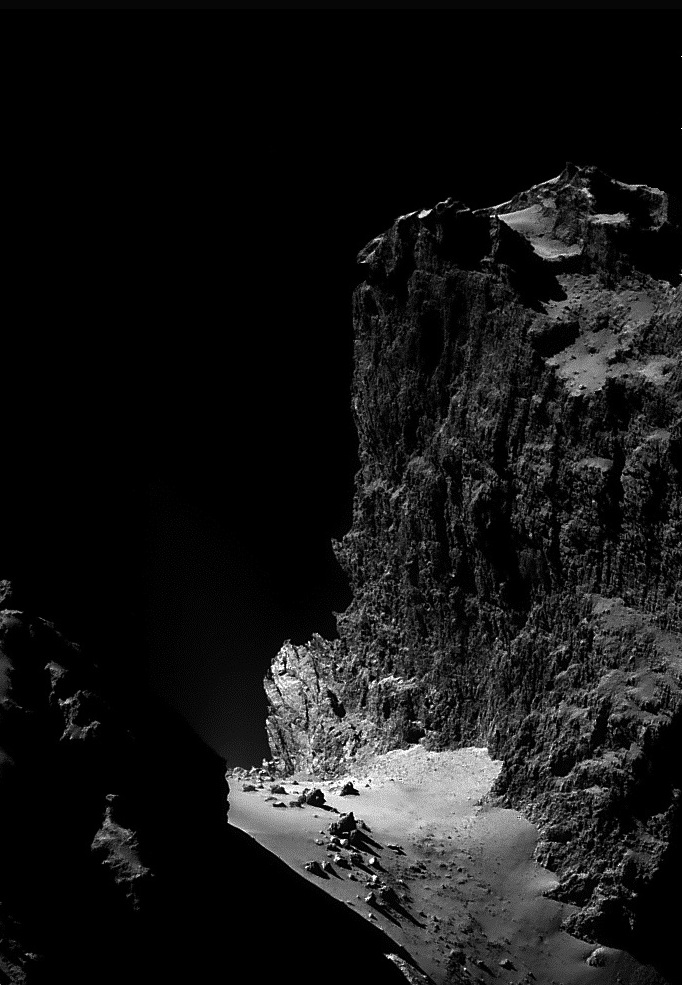
Imagem mostrando penhascos irregulares, 10 de dezembro de 2014
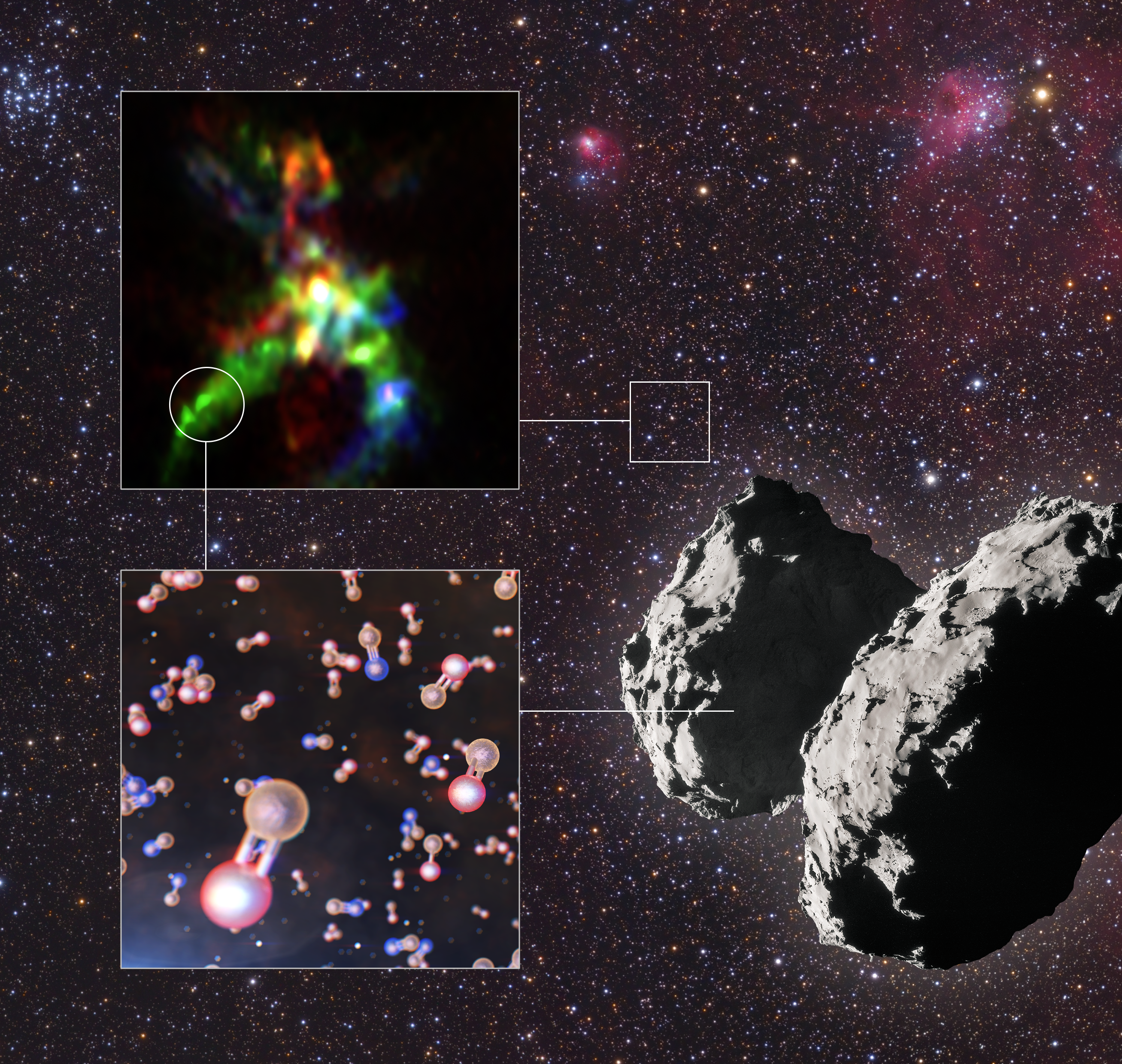
Moléculas contendo fósforo encontradas em uma região de formação de estrelas e cometa 67P.